# Cee Pee Johnson
Cee Pee Johnson (22 de febrero de 1915-1947) fue un percusionista y vocalista de jazz norteamericano.
Johnson hace su primera aparición en Dallas a principio de los 1930s, tocando con la banda de su hermano Bert Johnson "The Sharps and Flats". En esta formación, Cee Pee Johnson bailó, cantó y también tocó el tom-tom. Se muda a Los Ángeles a mediados de la década en dónde toca con la banda de Emerson Scott en el Club Onyx de Hollywood. Eventualmente se hace el líder de banda del grupo y toca varios clubes de la alta sociedad de la Costa Oeste, incluyendo el Club Paradise, el Club Del Mar (1940), el Rhumboogie (1942), y el Club de Swing de Billy Berg. En esta etapa alguno de sus compañeros de grupo eran Teddy Buckner, Karl George, Buddy Banks, Marshal Royal, Jack McVea, Johnny Miller, y Buddy Collette. Su baterista suplente fue Alton Redd. La formación apareció en varias películas y estuvo activa hasta finales del 1954. Hace un recorrido por América del Sur en 1953. 
La inclinación de Johnson por acompañar su canto con tom-tom y otros instrumentos vagamente Africanos nos hace acordar al estilo de Lionel Hampton y fue muy efectiva: como percusionista, Johnson fue lo suficientemente bueno como para tocar junto con el gran bajista Slam Stewart en las sesiones de grabación Slim and Slam de Columbia. 